# Ulrich Däuber
Ulrich „Ulz“ Däuber (* 31. März 1970 in Würzburg) ist ein deutscher Footballtrainer.

## Laufbahn
Däuber spielte ab 1985 Football bei den Schwäbisch Hall Unicorns. Als Schüler weilte er ein Jahr lang an der Monrovia High School im US-Bundesstaat Indiana. Däuber, der Universität Kassel und der Ruprecht-Karls-Universität Heidelberg zwischen 1990 und 1999 ein Lehramtsstudium in den Fächern Biologie und Englisch verrichtete, war von 1989 bis 1993 Footballspieler in der Herrenmannschaft der Haller. Schon 1988 übernahm er im Jugendbereich Traineraufgaben, später war er mit Ausnahme eines Jahres bis 1999 Cheftrainer in der Nachwuchsabteilung der Schwäbisch Hall Unicorns. Zusätzlich hatte er bei der Herrenmannschaft ab 1992 das Amt des Verteidigungskoordinators inne und war zwischen 1996 und 1998 Cheftrainer der Jugendauswahl Baden-Württembergs sowie von 1998 bis 2000 Assistenztrainer bei der deutschen Juniorennationalmannschaft und dort für die Betreuung der Linebacker verantwortlich.
Däuber ging 1999 in die Vereinigten Staaten und wurde Assistenztrainer der Football-Hochschulmannschaft an der University of Wisconsin-Platteville. Er betreute dort die Defensive Backs sowie die Spieler mit Sonderaufgaben. Däubers Ehefrau wurde als Hochschullehrerin an der Universität tätig. 2017 war er zeitweilig bei der deutschen Herrennationalmannschaft als Assistenztrainer für die Spieler mit Sonderaufgaben zuständig. Im August 2017 trat Däuber bei den Dresden Monarchs seinen Dienst als Leiter der Nachwuchsabteilung an, Ende Oktober 2017 wurde er ins Amt des Cheftrainers der Monarchs in der höchsten deutschen Spielklasse GFL befördert. 2021 führte er die Sachsen zum Gewinn des deutschen Meistertitels.
Nach dem Ende der Saison 2022 verlängerte Däuber seinen auslaufenden Vertrag bei den Monarchs nicht. Seit Januar 2023 ist er sportlicher Leiter Football der Raiders Tirol in Innsbruck.